# Miguel Fernández Viqueira
Miguel Ángel Fernández Viqueira (San José de Mayo,  Uruguay, 8 de mayo de 1912 - Montevideo, Uruguay, 2 de febrero de 1983), fue un magistrado uruguayo, quien se desempeñó como miembro del Tribunal de lo Contencioso Administrativo entre 1974 y 1981.

## Primeros años
Nació en San José el 8 de mayo de 1912, hijo de Rafael Fernández Mallada y de Dominga Máxima Viqueira Carbajal.
Cursó estudios en la Facultad de Derecho de la Universidad de la República, donde obtuvo el título de abogado.

## Juez de Paz en el interior
En noviembre de 1945 ingresó a la carrera judicial al ser nombrado Juez de Paz de la 3° sección judicial de Soriano, con sede en la ciudad de Dolores.
En julio de 1946 fue trasladado al Juzgado de Paz de la primera sección judicial de Flores, con sede en la ciudad de Trinidad.

## Juez de Paz en la capital
En junio de 1948 pasó a cumplir funciones en Montevideo como Juez de Paz de la 3° sección judicial de dicho departamento.
En setiembre de 1949 fue trasladado al Juzgado de Paz de la 23° sección de la misma ciudad.

## Juez Letrado en el interior
En agosto de 1950 fue ascendido al cargo de Juez Letrado de Cerro Largo.
En marzo de 1952 fue nombrado Juez Letrado de Sorianoy en 1958 fue trasladado al Juzgado Letrado de San José,su departamento natal.

## Regulador de honorarios y Juez Letrado en la capital
En marzo de 1959 ascendió a cumplir funciones a Montevideo como Regulador Letrado de Honorarios de Primer Turno.
En diciembre de 1960 pasó a ser Juez Letrado de Menores de Segundo Turnoy posteriormente se desempeñó como  Juez Letrado del Crimen de Tercer Turno.

## Tribunal de Apelaciones
En febrero de 1965 obtuvo un nuevo ascenso al ser nombrado como uno de los ministros del nuevo Tribunal de Apelaciones en lo Penal de Segundo turno, que acababa de ser creado.
Permaneció integrando el mismo por espacio de casi diez años.

## Tribunal de lo Contencioso Administrativo
El 22 de octubre de 1974 el Consejo de Estado lo eligió, por 21 votos en 22, como miembro del Tribunal de lo Contencioso Administrativo, en reemplazo de Gualberto Pi, quien había cesado en su cargo a principios del mismo mes. Prestó juramento el mismo día.
Fue la primera y única designación para el Tribunal de lo Contencioso Administrativo realizada por el Consejo de Estado, pues dicha competencia pasó a partir de 1976 al Consejo de la Nación.
El 1° de julio de 1977, en el marco de la dictadura cívico militar instaurada en 1973, el Poder Ejecutivo dictó el Decreto Constitucional-Acto Institucional número 8, por el que se modificaron las normas constitucionales referentes al Tribunal de lo Contencioso Administrativo, dejando de funcionar como un órgano independiente de los poderes del Estado y pasando a depender administrativamente del Poder Ejecutivo bajo la denominación de Justicia Administrativa.
Echeverry ocupó la Presidencia del TCA en la segunda mitad de 1977, tras el retiro de Horacio Hughes y de Arturo Figueredo,y volvió a ocuparla en 1978.
Se retiró del Tribunal en la primera mitad del año 1981. La vacante que generó su cese fue cubierta en julio del mismo año por el Consejo de la Nación con la designación de Francisco D'Angelo.

## Vida personal. Fallecimiento
Contrajo matrimonio en San José en julio de 1946 con Lidia di Maggio Traviesocon quien tuvo tres hijos, Horacio Gustavo, Laura Dominga y Gabriela Lidia Fernández di Maggio.
Miguel Ángel Fernández Viqueira falleció en Montevideo el 2 de febrero de 1983, a los 70 años de edad.